# Ferdousi

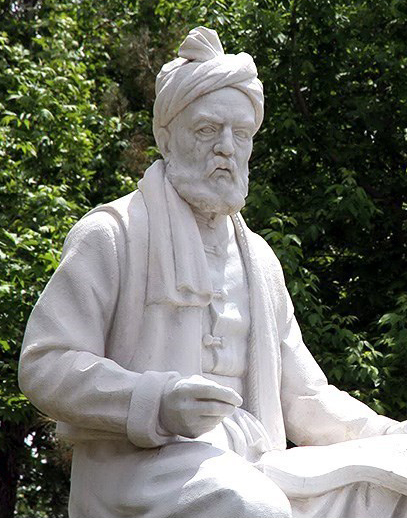
Staty av Ferdousi utförd av skulptören Abolhassan Sadighi, Tus, Iran

Abol-Qasem Ferdousi (även Ferdowsi) (persiska: فردوسی; "den paradisiske"), Irans mest berömde episke diktare. Han betraktas allmänt som Irans nationalskald och hans Shahname (Kungaboken) är landets nationalepos. 
Ferdousi föddes antagligen 935 eller 936 under den iranska samanidiska dynastin. Dödsåret är ej säkert känt, men är enligt somliga 1020 eller 1021, enligt andra 1025 eller 1026. Säkert är dock att han föddes i byn Pazh nära staden Tus i Khorasan, där han levde hela sitt liv under anspråkslösa förhållanden såsom innehavare av en mindre lantegendom. Detta berättas av hans förste biograf, Nizami Aruzi från Samarkand.

## Shahname("Kungaboken")
Det verk, som gjort hans namn så berömt i världslitteraturens historia, är det stora eposet Shahname, som i ungefär 60 000 dubbelverser innehåller en skildring av de persiska kungarnas bragder ifrån äldsta tider och fram till den sassanidiska dynastins undergång (642 e.Kr.). Eposet innehåller berättelser ur persisk mytologi och rymmer filosofisk visdom.
Shahname är världens längsta episka dikt, skriven av en och samma författare. Verket räknas som Irans nationalepos och en källa till de iranska folkens identitet.
Shahname brukar traditionellt illustreras med vackra miniatyrer. Vid sidan om klassiska turkiska och arabiska tolkningar finns Shahname översatt till de stora världsspråken. Baron Eric Hermelin översatte de inledande delarna av Shahname till svenska 1931.

## Svenska översättningar
- Shāh-Nāmah: I-V (översättning Eric Hermelin, Norstedt, 1931)
- Fem berättelser ur Shahname: det iranska nationaleposet (översatt och återberättad på prosa av Anja Malmberg och Namdar Nasser, NordienT, 2006)